# USS Randolph (CV-15)
USS Randolph (CV-15) byla letadlová loď Námořnictva Spojených států, která působila ve službě v letech 1944–1969. Jednalo se o sedmou postavenou jednotku třídy Essex (druhou ve verzi s dlouhým trupem).

## Historie
Byla pojmenována podle Peytona Randolpha, prvního předsedy Kontinentálního kongresu Třinácti kolonií. Její stavba byla zahájena 10. května 1943 v loděnici Newport News Shipbuilding v Newport News ve Virginii. K jejímu spuštění na vodu došlo 28. června 1944, do služby byla zařazena 9. října 1944. Za druhé světové války se zúčastnila operací v Tichém oceánu, na začátku roku 1948 byla odstavena. V letech 1951–1953 podstoupila modernizaci SCB-27A, během níž byla roku 1952 překlasifikována na útočnou letadlovou loď CVA-15. Po návratu do aktivní služby operovala výhradně v Atlantském oceánu, Středomoří a Karibiku. Novou úhlovou letovou palubu obdržela při modernizaci SCB-125 v letech 1955–1956. Roku 1959 byla její klasifikace změněna na protiponorkovou letadlovou loď CVS-15. V letech 1961 a 1962 asistovala při návratu kabin Liberty Bell 7 a Friendship 7 z jejich suborbitálního, resp. orbitálního letu zpět na Zemi.
Během tzv. Karibské krize sehrála roli při pronásledování sovětské ponorky B-59, při kterém málem došlo k použití jaderné zbraně stíhanou sovětskou ponorkou. Námořnictvo USA provádělo na příkaz amerického prezidenta J. F. Kennedyho námořní blokádu Kuby, cílem bylo podpořit vyhlášené embargo a zamezit tak dodávkám zbraní a materiálu na „ostrov svobody“. Američané zahájili hon na sovětské ponorky s cílem přinutit je k vynoření a identifikaci. Nevěděli ovšem, že ponorky nesou mimo konvenčních zbraní i jaderné. 27. října 1962 se americkému námořnímu svazu složenému z 11 torpédoborců a letadlové lodi USS Randolph podařilo zachytit neznámou ponorku (šlo o B-59), kterou začal pronásledovat a shazovat na ni cvičné hlubinné nálože. Svaz ponorku „uštval“ a přiměl k vynoření. Poté sovětské plavidlo nabralo východní kurs a v doprovodu amerických hladinových lodí z oblasti odplulo. Další tři angažované ponorky také obdržely z Kremlu rozkaz k návratu.
Ze služby byla letadlová loď vyřazena 13. února 1969, poté byla několik let odstavena a roku 1975 byla odprodána do šrotu.